# André Rousseau
Pour les articles homonymes, voir André Rousseau (homonymie) et Rousseau.
André Rousseau (Saint-Lambert, 12 janvier 1911 - Saint-Jean-Port-Joli, 17 septembre 2002) est un homme d'affaires et homme politique québécois. Il est le premier à occuper le poste de ministre de l’Industrie et du Commerce du 5 juillet 1960 au 5 décembre 1962 dans le premier Gouvernement Jean Lesage. De plus, monsieur Rousseau fonde, en 1950, Rousseau Métal inc., une entreprise québécoise spécialisée dans la fabrication de systèmes de rangement industriels.

## Biographie
Fils de Lacasse Rousseau et de Gabrielle Fafard, André Rousseau nait le 12 janvier 1911 à Saint-Lambert, sur la Rive-Sud de Montréal. Il est le septième d’une famille de 14 enfants (12 garçons et 2 filles),. Il fait ses études chez les Sœurs de la Providence et à l'école Notre-Dame-du-Saint-Rosaire de Montréal, au collège Sacré-Cœur de Montmagny et au Séminaire de Québec. Il est l’époux, en premières noces, de Cécile Collin, décédée en 1957, avec qui il a six filles et adopte un garçon. En 1959, il épouse Simone Ouellet qui a déjà quatre enfants.
Dès l’âge de 16 ans, il collabore aux entreprises de son père, un pionnier du développement de l’électricité dans la région de Montmagny-L'Islet. Durant la période de 1935 à 1940 où il travaille chez Dufresne Engineering, il dirige les travaux d'électrification lors de la construction du tunnel Wellington passant en dessous du Canal Lachine et du Pont Pierre Le Gardeur, à Montréal. De 1940 à 1950 il est vice-président de la compagnie Electrical Manufacturing Limited à Montmagny, compagnie fondée par son père, qui deviendra plus tard Montel.
Déménagé à Saint-Jean-Port-Joli, il fonde en 1950, Rousseau Métal inc., puis dans les années 1970, Moto-Kometik. Il dirige Rousseau Métal inc. jusqu’à sa retraite en 1985, puis son gendre, Simon-Pierre Paré, lui succéda. Il est aussi, de 1950 à 1960, directeur de Paul Dumont Ltée de Saint-Romuald et d'Artistic Decalcomania de Montréal. André Rousseau participe au sauvetage de plusieurs entreprises du Québec, vouées à la faillite, dont Moto-Kometik qu’il intègre à Rousseau Métal inc.

## Activités politiques et publiques
Fidèle ami de Georges-Émile Lapalme, il est secrétaire de la Fédération libérale du Québec en 1956, puis en devient le président en 1957 et 1958. Lapalme le consulte dans les semaines qui précèdent le congrès libéral de mai 1958. En juin 1960, il est élu député du parti libéral du Québec à l'Assemblée législative du Québec dans le comté de Montmagny-L'Islet. En juillet, il est nommé ministre de l'Industrie et du Commerce dans le gouvernement Jean Lesage. Durant son mandat en tant que ministre, il réalise plusieurs projets tels que la mise sur pied d’un Bureau de la recherche économique et d’un Bureau de statistiques, le financement de la création du Centre de l’organisation scientifique de l’entreprise (Cose), la création de la Loi des fonds industriels municipaux, le découpage du Québec en régions (voir liste des régions administratives du Québec) et l’installation de délégués du ministère de l’Industrie et du Commerce dans chacune d’elles et, enfin, la création des Conseils économiques, ancêtres des actuels Conseils régionaux de développement, les CRD. Sur le plan international, il réussit à étoffer les équipes économiques des premières délégations extérieures du Québec, soit celles de New York, Londres et Paris.
Personnellement opposé à la nationalisation des compagnies privées d'électricité mais solidaire du gouvernement, il sollicite un second mandat des électeurs lors de l'élection générale québécoise de 1962. Il est battu le soir des élections, par Fernand Lizotte de l'Union nationale. André Rousseau devient, de 1963 à 1968, le représentant du Gouvernement du Québec au sein du conseil d’administration et de l’exécutif de l’Expo 67 à Montréal. En 1970, il est le premier président de la fondation Bouchard et de 1972 à 1980, le président de la Société du parc industriel du centre-du-Québec de Bécancour. Il tente à nouveau sa chance en politique lors de l'élection générale québécoise de 1976, et se porte candidat dans Montmagny-L'Islet, mais cette fois sous la bannière de l'Union nationale. Il est battu par le libéral Julien Giasson.
Il est aussi le président de la Commission industrielle et touristique de Saint-Jean-Port-Joli et de 1990 à 1993, celui de la Campagne de souscription pour l’Institut québécois de recherche sur la culture, qui permit de publier, en 1993, l’impressionnante « Histoire de la Côte-du-Sud », une œuvre indispensable pour ceux qui s’intéressent à l’histoire de Montmagny et de sa région. Enfin, il est membre de diverses associations telles que l'Association professionnelle des industriels, le Centre des dirigeants d'entreprise, l'Association des manufacturiers canadiens, du Club de la garnison, des Chevaliers de Colomb, le Club Richelieu, la Chambre de commerce et d’industrie de Saint-Jean-Port-Joli et  l’Association des Amis de Saint-Benoît-du-Lac.